# Heinkel He 270
O Heinkel He 270 foi um bombardeiro leve e avião de reconhecimento aéreo criado pela Heinkel, na Alemanha.
Uma evolução do Heinkel He 170 que, por sua vez, havia sido uma evolução do Heinkel He 70. O He 270 continuava a apresentar os mesmos problemas que o He 70, pelo que a Luftwaffe não mostrou interesse no modelo.